# Apurímac (rzeka)
Apurimac – rzeka w środkowym Peru, w Andach Środkowych, u podnóży gór Cordillera de Chilca o długości 890 km. Źródłowa rzeka Amazonki.

## Położenie
W środkowym biegu płynie w kanionie Apurimac o głębokości 3000 m. Rzeka ta charakteryzuje się występowaniem w jej biegu licznymi progami oraz wodospadami.
Ważniejsze dopływy:
- Pampas
- Montaro